# Alexandre Vakhrameïev
Alexandre Vakhrameïev (en russe : Александр Иванович Вахрамеев), né le 26 février 1874 (10 mars dans le calendrier grégorien) en Russie dans le village de Permogore, Gouvernement de Vologda et mort le 16 mars 1926 à Léningrad en Russie (URSS), est un peintre et graphiste russe du premier quart du XXe siècle, professeur, pédagogue à l'Académie russe des Beaux-Arts (1921-1926).

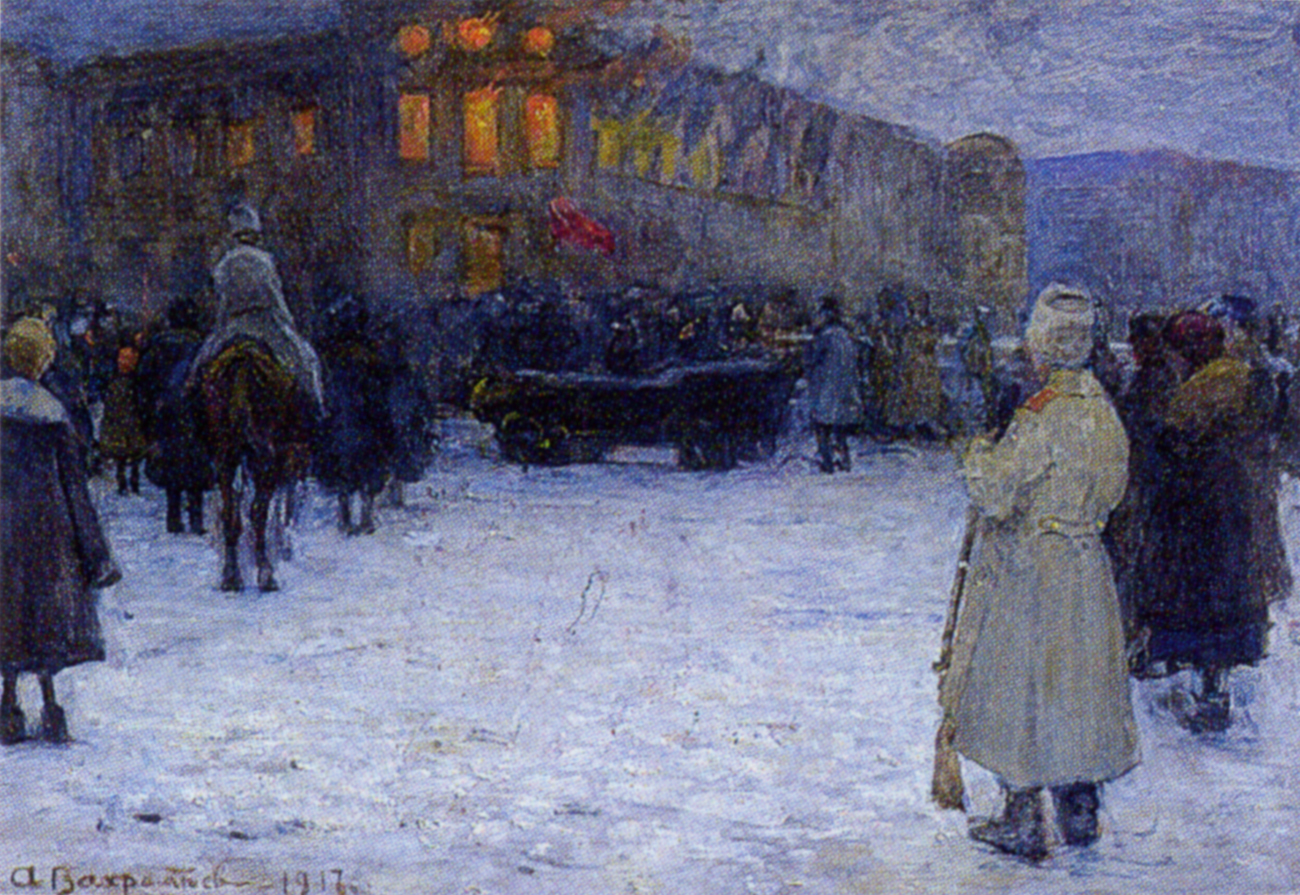
Incendie du Château de Lituanie, 1917, Musée russe.

## Biographie
Vakhrameïev naît dans une famille de ministres du culte orthodoxe. Il fait ses études au petit séminaire d'Arkhangelsk (1894). Vakhrameiev poursuit ensuite ses études artistiques à Saint-Pétersbourg en 1895 dans la classe où enseigne le peintre Répine, à l'école de dessin de la princesse Maria Tenicheva. En 1896, il s'inscrit à l'école supérieure des beaux-arts de Académie russe des Beaux-Arts, et suit les cours de Pavel Ossipovitch Kovalevski, sous la direction duquel, en 1904, il reçoit le titre d'artiste pour son tableau Triomphe de l'esprit ou Auto-immolation des dissidents. Plusieurs tableaux de cet artiste sont également connus qui datent de cette époque : La Voile (1903), et Le Laboureur (1905).
Depuis 1902, Vakhrameïev participe aux expositions académiques, et, dans les années 1920, il participe aux VIe, VIIe et VIIIe expositions de l'Association des artistes de la Russie révolutionnaire. Il dessine pour les magazines de Saint-Pétersbourg Chout (1902), Gamaion (1906), Vesna (1914) et d'autres encore.
En 1906, le peintre s'installe à Penza, où il commence à enseigner à l'école des beaux-arts Constantine Savitski, jusqu'en 1909. Accusé de répandre des idées « non-autorisées », il quitte Penza et retourne à Saint-Pétersbourg.
À partir de 1910, Varkhameïev peint de nombreuses toiles sur des sujets révolutionnaires : Fusillade du révolutionnaire, Semenovets (massacre), Dispersion de la manifestation étudiante à la cathédrale de Kazan.
En 1912, il participe à la décoration de la cathédrale Saint-Alexandre-Nevski à Sofia en Bulgarie avec Viktor Vasnetsov, Piotr Miassoïedov (ru), Alexandre Kisseliov, Alexeï Korine.

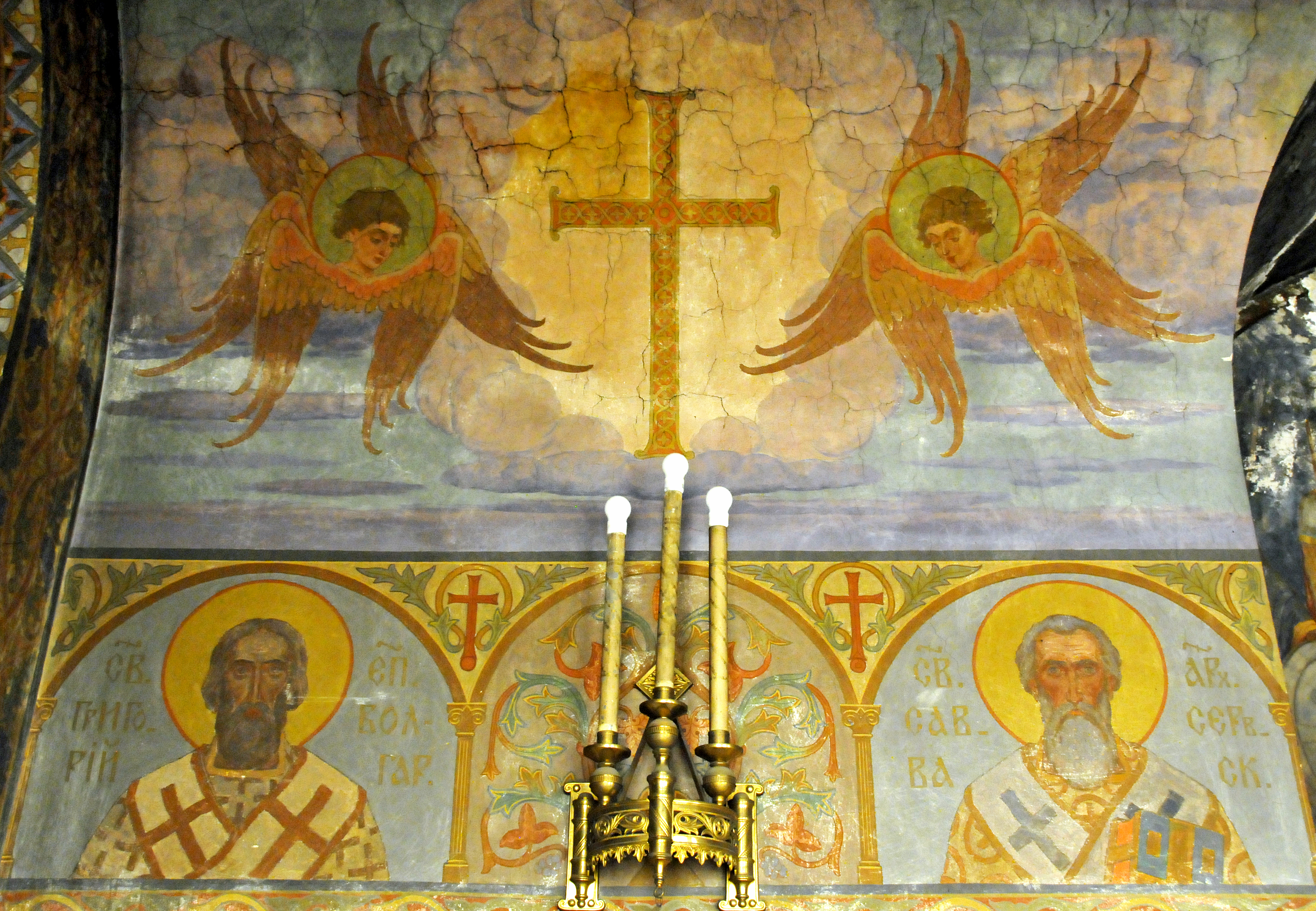
Intérieur de la cathédrale Saint-Alexandre-Nevski, Sofia.

Sur invitation de Nicolas Roerich, en collaboration avec les talentueux artistes enseignants Ivan Bilibine, Dmitri Kardovski, Arkadi Rylov, Alexeï Chtchoussev, il poursuit ses activités pédagogiques à la société impériale d'encouragement des beaux-arts, et, après ses cours, participe à des activités dans les meilleurs écoles et ateliers. À partir de 1921, il reçoit le titre officiel de professeur. Il meurt le 16 mars 1926 et est inhumé au cimetière orthodoxe de Smolensk, à Saint-Pétersbourg.
En 1927, une exposition posthume des œuvres du peintre est organisée dans les salles de la Société pour la promotion des arts dans le cadre de l'exposition annuelle de la Société des artistes Arkhip Kouïndji dont Vakhrameiev était membre. 340 tableaux du peintre sont exposés.

## Œuvre
L'art de Vakhrameïev est de nature réaliste, et c'est cette tendance qu'il a pratiquée et également enseignée. Élevé dans la philosophie du podvijnitchestvo (ascétisme), il a rejoint un groupe d'artistes russes qui à l'époque du symbolisme russe, de la décadence et du formalisme poursuivait dans la ligne du réalisme. Il commence avec son travail de fin d'étude Triomphe de l'esprit (auto-immolation des Raskolniki) et se concentre sur la divulgation psychologique d'images populaires. Ses premières toiles sont saisies sur le motif, dans la rue ; elles sont lumineuses et indiquent clairement leur critique sociale (Rendez-vous au lavoir, La Rue, À la guinguette, La Ville, Dispersion de prostituées). Ses œuvres des années 1910-1914 sont rattachées à une grande série avec La Rue, Nuit blanche et il a même poursuivi cette série jusqu'en 1917.
Le portrait de l'écrivain populiste Pavel Zassodimski (ru) (1911) ; Les amies (1912), Jeune fille Bulgare (1912), Autoportrait (1915) et une série d'autres tableaux de sujets intimes sont marqués par leur lyrisme. Chaque portrait se distingue par l'observation et la compréhension du caractère du personnage représenté, grâce à une pénétration psychologique subtile de son monde intérieur. Cette observation est particulièrement bien exprimée dans la série de grands portraits des peintres de la Société des artistes Arkhip Kouïndji réalisés en 1920-1921. Le caractère lyrique et psychologique forme d'ailleurs en lui-même un paysage. L'artiste a été attiré également par le Grand Nord russe européen, où il a réalisé plusieurs tableaux après y avoir accompli plusieurs voyages. Des toiles, des dessins représentant la vie du port d'Arkhangelsk, des types de marins pomors, des dockers, de grands paysages avec des scènes de genre dédiées au Nord : Le fief du seigneur de Novgorod (ou les pirates russes, Ouchkouiniki) (1911), Transport de marchandises à Novgorod (1913), Transport à Veliki Oustioug (1914), Sur la Dvina du Nord (1915).
Vakhrameïev est l'un des premiers artistes à reprendre des sujets provenant des évènements de la Révolution d'Octobre 1917 dans des dessins qui font partie d'une série intitulée Scènes et types des années 1917-1921, comprenant 150 œuvres. Ces dessins dépeignent la vie quotidienne à Petrograd, de manière vivante et passionnante et non dépourvues d'humour, dans des scènes de la vie trépidante dans les rues de la ville. Ils forment un genre d'actualité dans l'ensemble des travaux du peintre. La série acquiert aussi une valeur historique certaine. Elle a été présentée lors de l'exposition posthume des œuvres de l'artiste en 1927. Parmi celles-ci, l'Incendie du château de Lituanie (1917, Musée russe).
Les tableaux du peintre se trouvent à la Galerie Tretiakov, au Musée russe, au Musée de l'Ermitage, au Musée d'État de l'Histoire de Saint-Pétersbourg, au Cabinet d'archéologie de l'Académie théologique de Moscou, à la Galerie de tableaux de Penza dédiée au peintre Constantine Savitski.

## Galerie

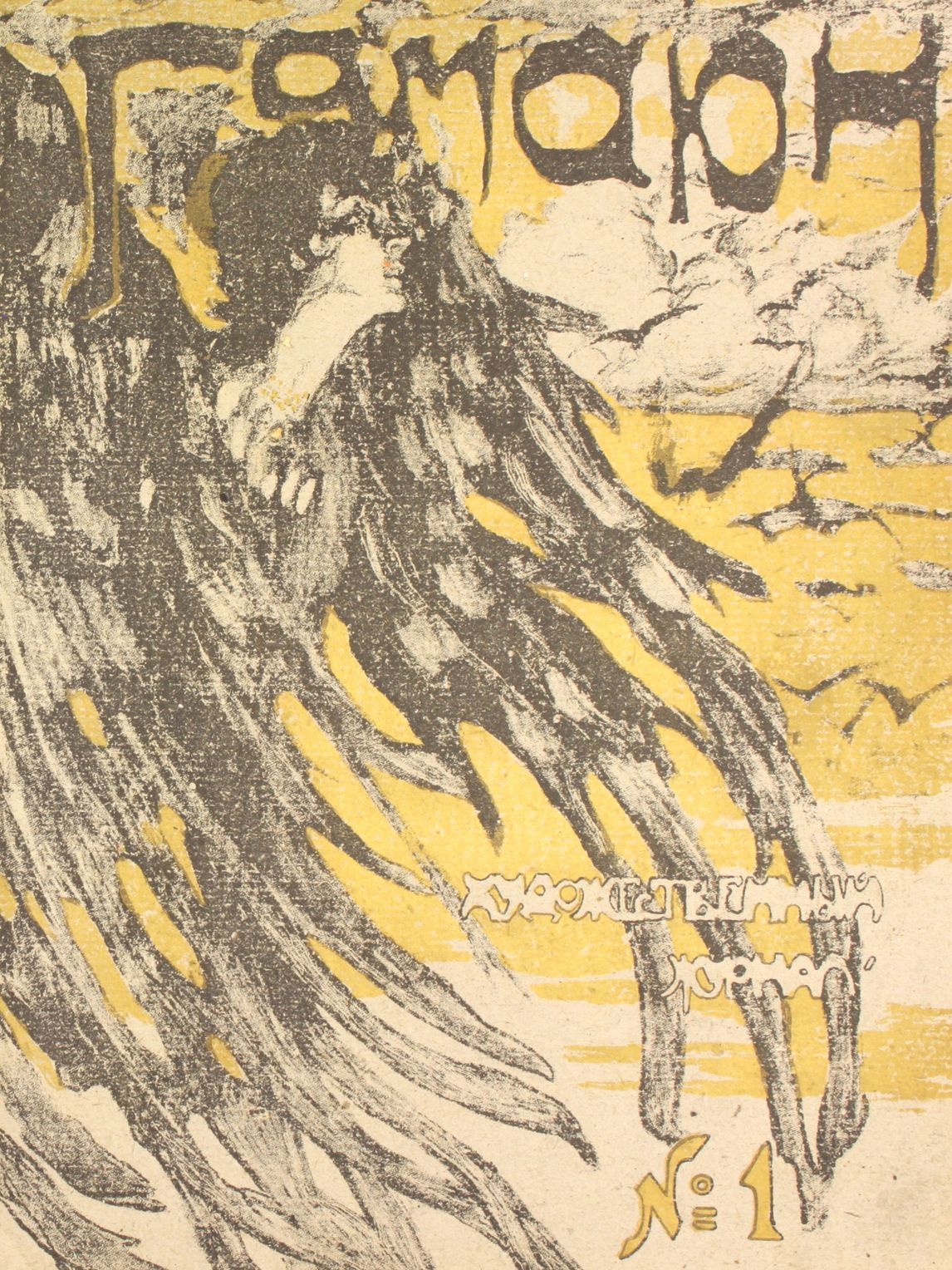
Couverture de la revue Gamaioun.
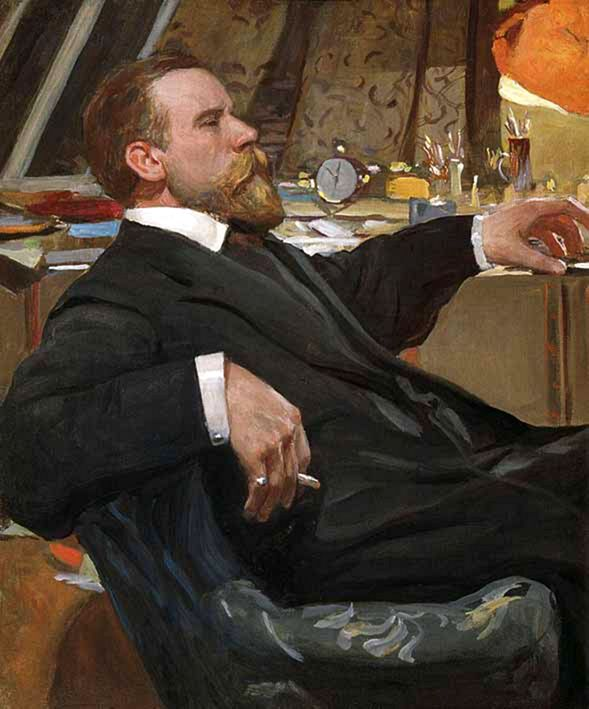
Portrait d'Ivan Goriouchkine-Sorokopoudov, 1900.
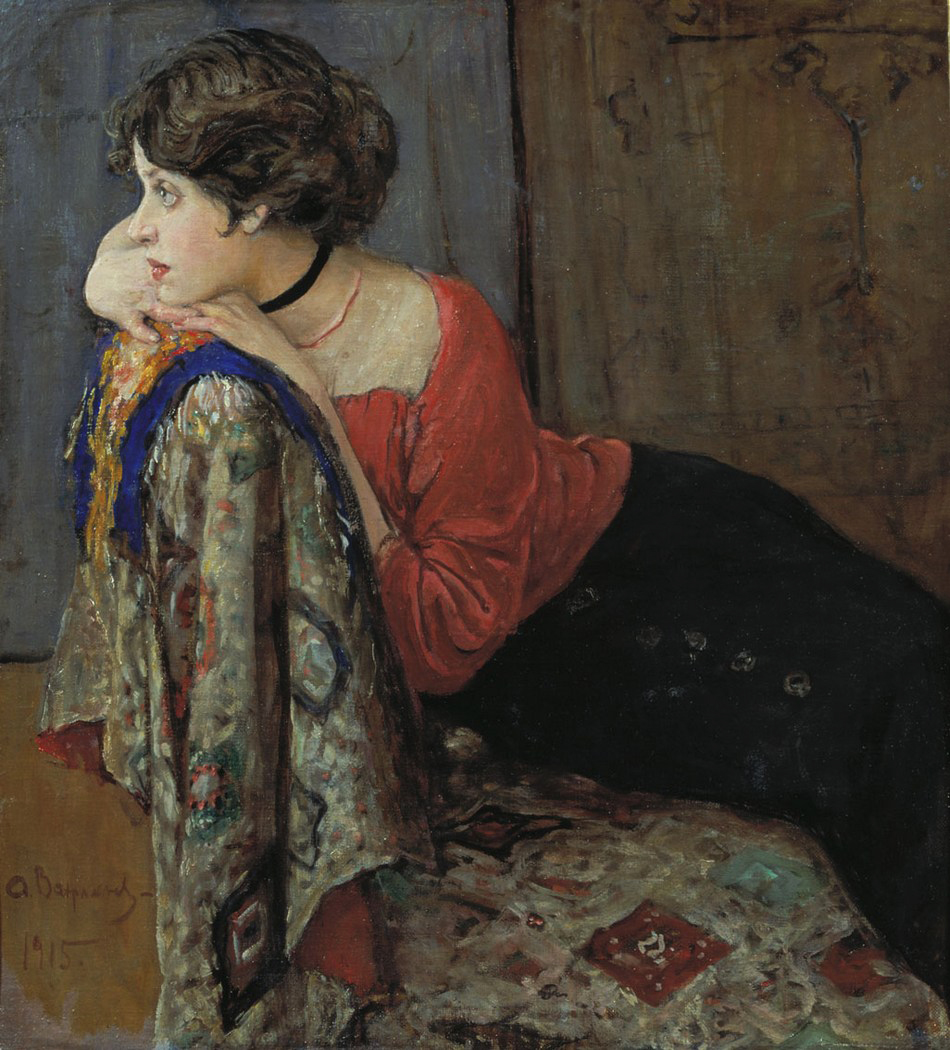
Portrait de T. Trofimova, 1915.
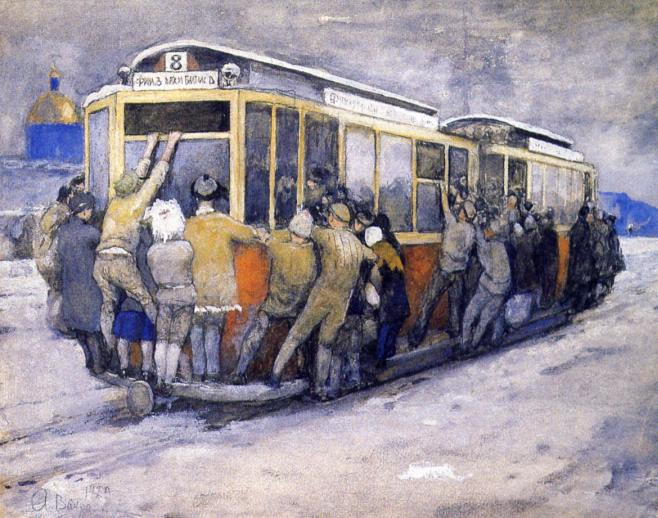
Accrochés au tramway, 1920.
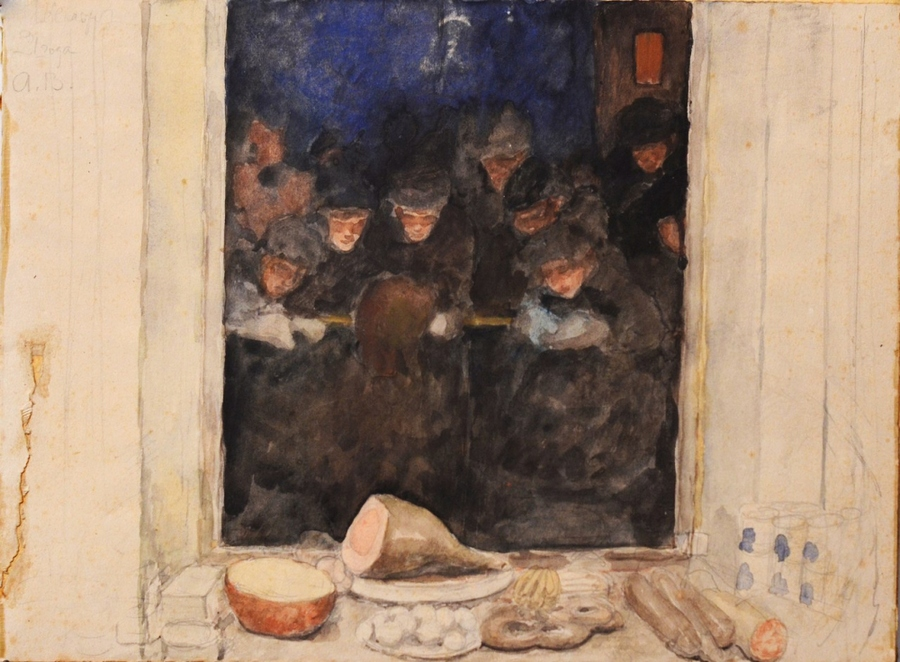
À la vitrine du premier magasin, 1921.